# 빅 트러블 (1986년 컬럼비아 픽처스 영화)
《빅 트러블》(영어: Big Trouble)은 미국에서 제작된 존 캐서베티스 감독의 1986년 코미디 영화이다. 피터 포크 등이 출연하였다.

## 출연진
- 피터 포크
- 앨런 아킨
- 베벌리 디앤절로
- 찰스 더닝
- 로버트 스택
- 폴 둘리
- 리처드 리버티니
- 시어도어 윌슨

## 기타 제작진
- 배역: 제인 파인버그, 마이크 펜턴, 주디 테일러
- 미술: 진 캘러핸, 피터 랜즈다운 스미스
- 의상: 조 I. 톰프킨스